# Пламенац (врста)
Пламенац, фламинго, ружичасти пламенац или ружичасти фламинго (лат. Phoenicopterus roseus) је врста птице из породице пламенци (Phoenicopteridae), односно реда (Phoenicopteriformes). Врста је присутна у деловима Африке, јужне Азије, и јужне Европе, укључујући Шпанију, Албанију, Турску, Грчку, Кипар, Португалију, Италију, Француску, а среће се и у Македонији.

## Опис
Пламенац је највећа врста из породице пламенаца, у просеку висине 110–150 cm и тежине 2–4 kg. Највећа забележена висина пламенца је 187 cm, а тежина 4,5 kg.
Перје пламенца је највећим делом ружичастобело, но крила су му покривена црвеним и црним перјем. Кљун му је ружичаст са црним врхом, а ноге су у целости ружичасте. Оглашава се дозивањем које личи на трубљење.
Као и сви пламенци, ова врста носи само једно јаје. Младунци су белосиви, и треба им неколико година да добију ружичасту боју. Ту боју, пламенац у суштини добија од организама којима се храни, а који садрже пигмент каротина.

## Станиште и исхрана
Ова птица живи у мочварним пределима и слановодним плитким приобалним лагунама. Храни се тако што зарони кљун у воду, својим ногама копа блато и муљ и одатле кљуном филтрира мале ракове, семење, алге, микроскопске организме и мекушце. Горња вилица није фиксирана за лобању и покретна је.